# Henriëtte Swellengrebel
Anna Henriëtte Swellengrebel (Utrecht, 10 februari 1810 – aldaar, 30 mei 1874) was de eerste directeur, of “besturende zuster”, van het Utrechtse Diakonessenhuis.

## Biografie
Ze werd geboren aan de Plompetorengracht in Utrecht als dochter van Johan Gerard Swellengrebel (1766-1854), officier van justitie, en Anna Henrietta van Ewijck (1775-1851). Door het liefdadigheidswerk van haar moeder werd ze aangespoord om ondersteuning te bieden aan armen. Net als haar moeder werd ze lid van de Vrouwenvereniging Tabitha. Dit was een protestantse vereniging die armenzorg bood in de vorm van huisbezoeken en het bieden van voedsel, kleding en dekens aan behoeftigen.

### Diakonessenhuis
In 1843 hoorde ze voor het eerst over de diaconessenhuizen in Kaiserswerth (Duitsland) en Parijs (Frankrijk). Ze werd hierdoor geraakt en wilde zich inzetten voor een diaconessenhuis in Nederland. Daarom was ze vanaf 23 januari 1844 aanwezig bij de voorbereidende vergaderingen voor een diaconessenhuis in Utrecht. Dankzij giften en contributies kon er een klein huis aan de Springweg gehuurd worden en werd op 4 november 1844 het ‘Diakonessenhuis’ geopend. In het huis werden christelijke vrouwen die in ellendige omstandigheden verkeerden opgevangen. Al snel werd het Diakonessenhuis vooral een plek waar zieken werden verzorgd.
Het bestuur bestond uit vier mannen en vier vrouwen, waar Swellengrebel er een van was. Er werd afgesproken dat de vrouwelijke bestuursleden om beurten voor een periode van twee weken dagelijks toezicht zouden houden, en dus om beurten voor twee weken directeur zouden zijn, tot er een vaste directeur gevonden was. Swellengrebel vervulde deze functie als eerste. In januari 1845 was er nog geen vaste directeur gevonden, waarna Swellengrebel definitief als directeur werd aangesteld.
Ze was zelf geen diacones (verpleegster) en was vooral actief op bestuurlijk niveau. Soms hielp ze wel mee me de verzorging van patiënten in het Diakonessenhuis. Het aantal patiënten groeide sterk, waardoor haar werklast steeds hoger werd. In 1846 werd Petronella Voûte (1804-1877) als adjunct-directeur aangesteld. Het Diakonessenhuis had een groter pand nodig en verhuisde eerst naar de Breedstraat, en daarna naar een gebouw in de Achter Twijnstraat (nu Oudegracht). Er ontstond onenigheid onder de bestuursleden, en enkele leden vertelden Swellengrebel dat ze geen beslissingen meer mocht nemen zonder toestemming van anderen. In 1851 trok Swellengrebel zich daarom terug uit het bestuur. Ze bleef altijd actief voor het Diakonessenhuis, zo organiseerde ze er godsdienstige bijeenkomsten.
Op 30 mei 1874 overleed Henriëtte Swellengrebel onverwacht. Er wordt beweerd dat zij zich zo inzette voor haar werk dat haar gezondheid eronder heeft geleden.